# Anthony
Anthony — метеорит-хондрит масою 20 кілограмів. Був виявлений у 1919 році в штаті Канзас, США.